# Raštević
Raštević falu Horvátországban Zára megyében. Közigazgatásilag Benkovachoz tartozik.

## Fekvése
Zárától légvonalban 25, közúton 36 km-re délkeletre, községközpontjától légvonalban 6, közúton 8 km-re nyugatra Dalmácia északi részén, Ravni kotari síkságán, a Zágráb-Split autópálya mellett fekszik. A településtől északra halad el a Zára-Knin vasútvonal. Településrészei: Sridina od sela, Draga, Vrpoljane és Gradina Banović.

## Története
Területén már a kőkorszakban is éltek emberek, ezt bizonyítják a határában levő Velika és Mala pećina barlangok leletei, melyek 40000 évvel ezelőttről, a neandervölgyi embertől származnak. Raštević nagyon régi település, melyet az is bizonyít, hogy plébániatemplomának mellékoltáránál Carlo Bianchi (1809-1891) zárai történész szerint egy kardot szorító kezet ábrázoló régi sírkő volt látható 1164-ből származó felirattal. A település nevét valószínűleg tölgyerdeiről (hrast = tölgy) kapta. Temploma a múltban több szomszédos település hitéleti központja volt. A falu területén egy fontos történelmi emlék is áll, melyet Kličevacnak neveznek, és amelyet 1453-ban építtetett a Kurjaković család. Építése rögtön heves vita tárgyát képezte Velencével, amely terjeszkedését látta veszélyeztetve a vár létezése miatt. Emiatt a köztársaság többször próbálta rávenni Mátyás magyar királyt az építés abbahagyására. A mind gyakoribb török támadások és a török hódítás veszélye azonban az építés mielőbbi befejezésére sarkalta a királyt, sőt mi több még több várat is fel kellett építtetnie. Ekkor épültek meg a közeli Benković, Perušić és Polača várai. Velence is fokozta a védelmet a saját határtérségében Vrána és Nadin falainak megerősítésével. Az erőfeszítések ellenére 1538-ig a török mégis elfoglalta valamennyi erősséget. A török kiűzése után Kličevica is elveszítette jelentőségét, idővel sorsára hagyták és azóta pusztul. A településnek 1857-ben 389, 1910-ben 688 lakosa volt. Az első világháború után előbb a Szerb-Horvát-Szlovén Királyság, majd Jugoszlávia része lett. A második világháború idején 1941-ben a szomszédos településekkel együtt Olaszország fennhatósága alá került. Az 1943. szeptemberi olasz kapituláció után visszatért Horvátországhoz, majd újra Jugoszlávia része lett. 1991-ben lakosságának 46 százaléka szerb, 53 százaléka horvát nemzetiségű volt. 1991 szeptemberében a szerb szabadcsapatok és katonaság irányítása alá került. Szerb lakói csatlakoztak a Krajinai Szerb Köztársasághoz, a horvát lakosság elmenekült. 1995 augusztusában a Vihar hadművelet során foglalta vissza a horvát hadsereg. Szerb lakossága elmenekült és azóta is csak nagyon kevesen tértek vissza. A településnek 2011-ben 468 lakosa volt, akik főként mezőgazdasággal és állattartással foglalkoztak. A faluban négyosztályos alsó tagozatos iskola működik mintegy harminc tanulóval.

## Lakosság
| Lakosság változása | Lakosság változása | Lakosság változása | Lakosság változása | Lakosság változása | Lakosság változása | Lakosság változása | Lakosság változása | Lakosság változása | Lakosság változása | Lakosság változása | Lakosság változása | Lakosság változása | Lakosság változása | Lakosság változása | Lakosság változása |
| ------------------ | ------------------ | ------------------ | ------------------ | ------------------ | ------------------ | ------------------ | ------------------ | ------------------ | ------------------ | ------------------ | ------------------ | ------------------ | ------------------ | ------------------ | ------------------ |
| 1857               | 1869               | 1880               | 1890               | 1900               | 1910               | 1921               | 1931               | 1948               | 1953               | 1961               | 1971               | 1981               | 1991               | 2001               | 2011               |
| 389                | 488                | 461                | 497                | 598                | 688                | 658                | 814                | 1.094              | 1.197              | 1.307              | 1.208              | 1.231              | 1.230              | 420                | 468                |

## Nevezetességei
- Az autópálya benkovaci kijáratának közelében található Kličevica várának romja.[6] A vár egy magaslaton áll, amely alatt az azonos nevű időszakos vízfolyás csörgedezik. A falak alatt tiszta vizű forrás ered. A várhoz Benkovac felől Zára felé haladva, az 56-os útról balra fordulva a vasúti átjárón átvezető, az autópálya felé haladó aszfaltos úton lehet eljutni. Az út egy idő után aszfaltozatlan útban folytatódik, amely azután átvezet egy kis tisztáson és egy kis fenyőerdőn. Innen turistajelzéses erdei ösvény vezet a romokhoz, melyek közül kiemelkedik az északi sarkon álló erős és magas hengeres torony. A déli fal előtt kis tisztás található, ahonnan meredek lejtő tart a patakig. A vár a 15. században azt követően épült, miután Nápolyi László ellenkirály százezer dukátért egész Dalmáciát eladta Velencének és ez a terület a Magyar Királyság határvidékévé vált.[3] Falai ma is több emelet magasságban állnak és Zára felől Split irányában haladva a benkovaci leágazás előtt az autópályáról is jól láthatók.

- Szent György tiszteletére szentelt plébániatemploma középkori alapokon 1845-ben épült. Márványból készült főoltára Szent György, a fából faragott mellékoltárok Keresztelő Szent János és a Háromkirályok tiszteletére voltak szentelve. A délszláv háború idején a szerbek lerombolták, ekkor semmisült meg a plébániaház is. 1998-ban teljesen újjáépítették. A homlokzat feletti harangépítményben két harang található.[2]

- A Kutlovića gradina nevű őskori várhely a Nadin-hegygerinc délkeleti szélén található 194 m magasságban. Története és a bronz- és vaskorig nyúlik vissza. Az ovális alaprajzú hatalmas sánc minden oldalról megvédte a domb belső terét, mely mintegy 190 x 120 m, összesen 2,3 ha területen feküdt, és száraz kőrakásos technikával épült. Az eredeti sánc vastagsága 3,8 és 4,7 m között változik, míg a sánc mintegy 20 m széles.[7]